# Erastus Salisbury Field
Erastus Salisbury Field (Leverett, 19 maggio 1805 – Sunderland, 28 giugno 1900) è stato un pittore statunitense di arte popolare specializzato in ritratti, paesaggi e dipinti a tema storico.

## Biografia
Erastus Field e sua sorella gemella, Salome, nacquero a Leverett, nel Massachusetts, il 19 maggio 1805. All'età di diciannove anni, Field mostrò abbastanza talento nel disegnare ritratti per essere ammesso come studente nello studio di Samuel Morse a New York. Morse chiuse il suo studio circa tre mesi dopo e Field tornò a Leverett nel 1825. Il suo primo dipinto conosciuto è un ritratto di sua nonna Elizabeth Billings Ashley eseguito intorno al 1826.
Field sposò Phebe Gilmur a Ware, nel Massachusetts, nel 1831. Ebbero una figlia, nata nel 1832. Field si guadagnò da vivere da ritrattista e decoratore itinerante negli anni Trenta del diciannovesimo secolo, viaggiando nel Massachusetts occidentale e nella valle del Connecticut. Divenne noto per la sua capacità di catturare "una buona somiglianza" in una sola seduta. Nel 1840, la famiglia si stabilì nel Greenwich Village a New York, dove Field espose alcuni dipinti e si pensa che in tale città abbia imparato la nuova arte della fotografia. Rimase a New York per circa sette anni prima di trasferirsi a Sunderland (Massachusetts) per gestire la fattoria del padre malato. A partire dal 1847, Field intraprese una nuova fase della sua carriera artistica, creando paesaggi e dipinti storici, in quanto la fotografia stava soppiantando la pittura come mezzo privilegiato per la ritrattistica.
Dopo la morte della moglie avvenuta nel 1859, Field e sua figlia si trasferirono nell'insediamento di Plumtrees a Sunderland, dove costruì uno studio e continuò a dipingere scene bibliche e paesaggi romantici. Dalla fine della guerra civile Field dipinse per lo più opere storiche e patriottiche. La sua opera più conosciuta, Historical Monument of the American Republic (Monumento storico della repubblica americana), è una fantastica immagine architettonica che si ispira a vari aspetti chiave della storia americana e ai piani per l'Esposizione centenniale che si terrà nel 1876. Field iniziò a lavorare sulla grande tela nel 1867 e continuò ad aggiungervi nuovi particolari fino al 1888. Sono circa 300 le opere di Field oggi pervenute.
Field morì a Plumtrees, Sunderland, il 28 giugno 1900.

## Galleria d'immagini

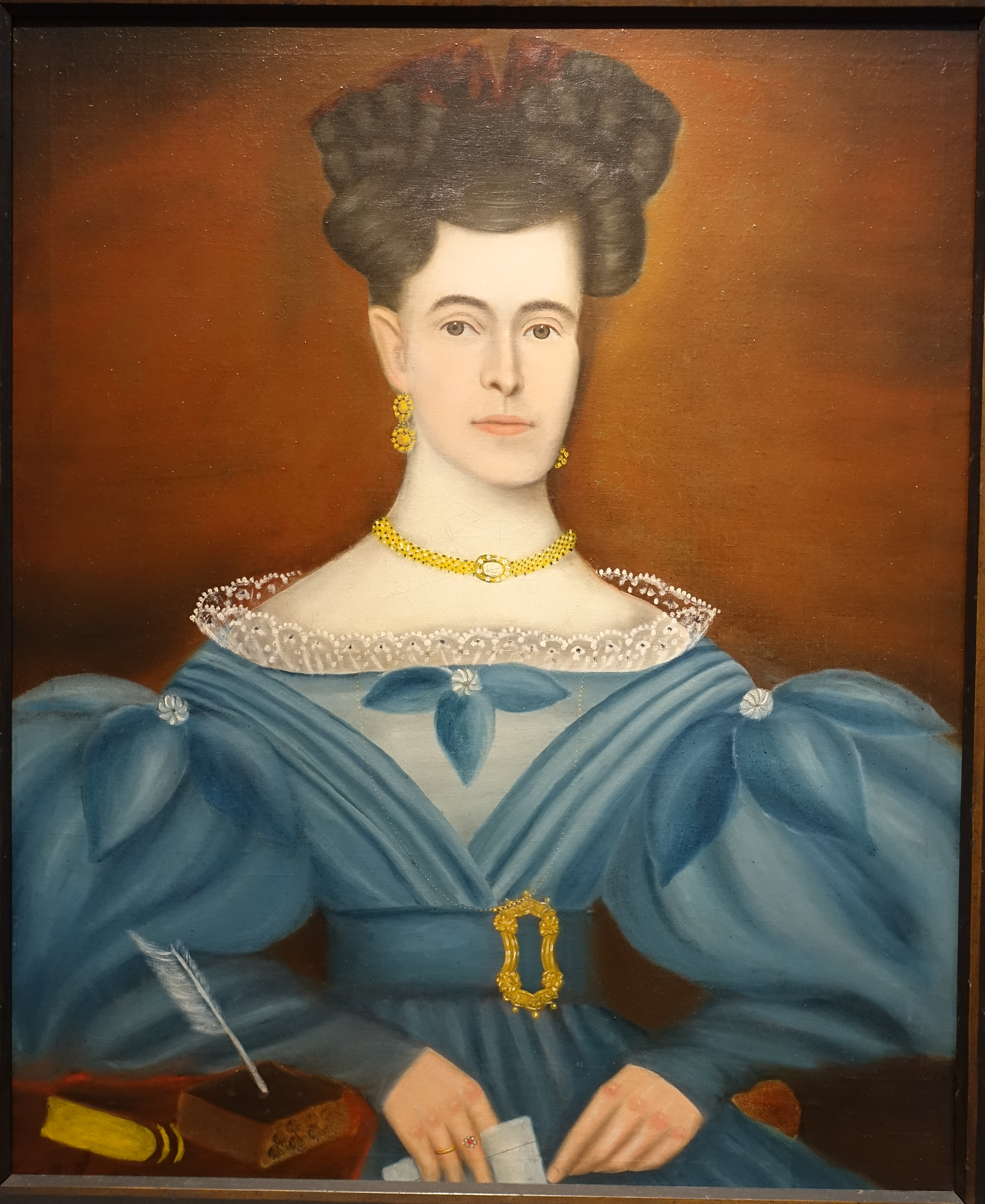
Portrait of a Young Woman (ca. 1830)
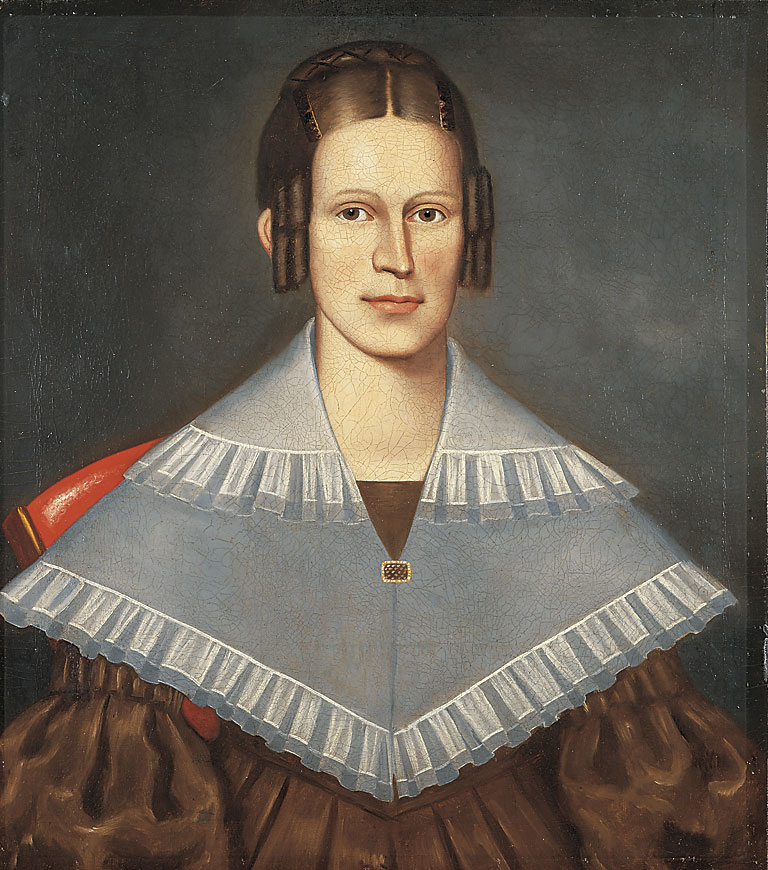
Portrait of Thankful Field (1835)
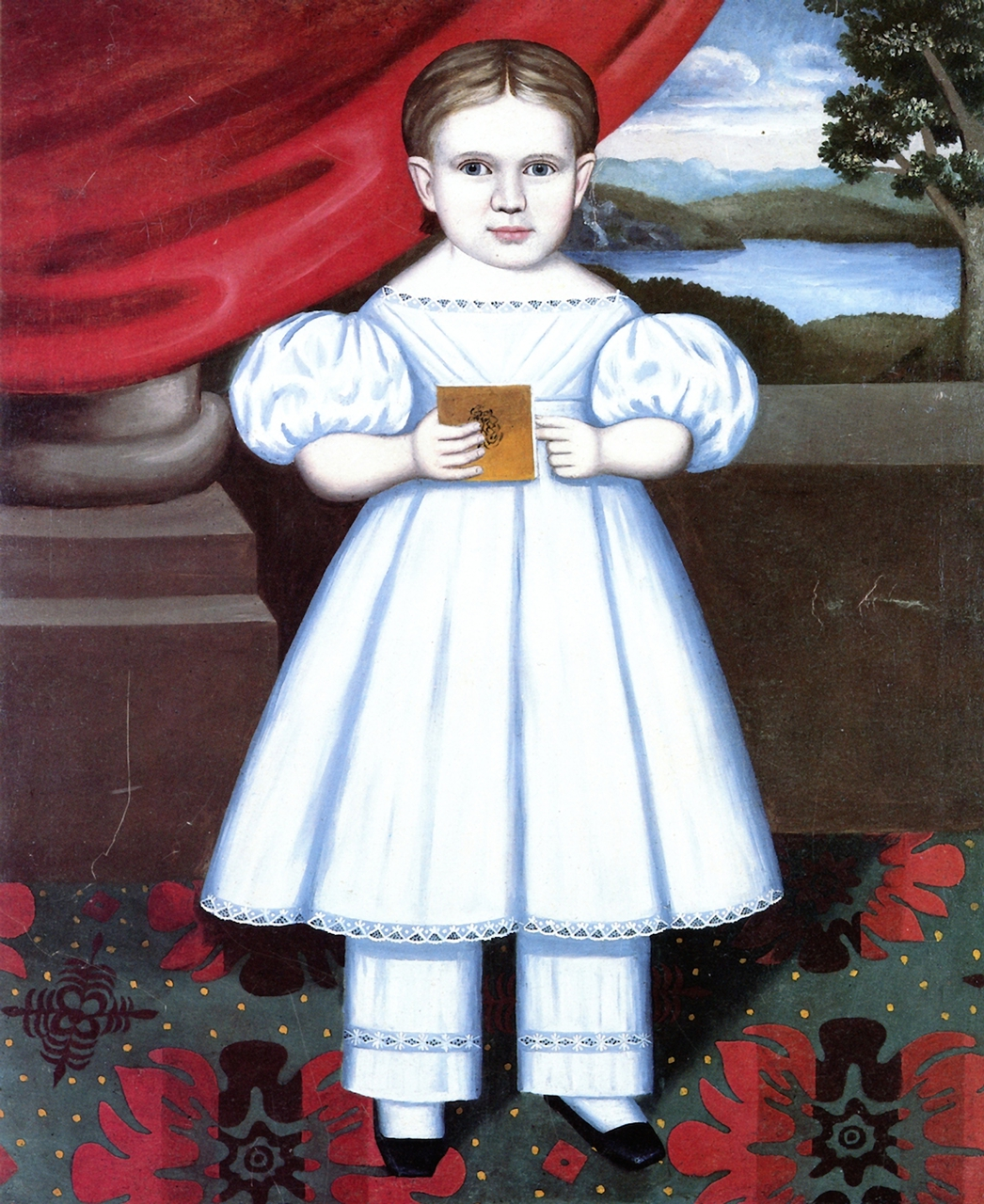
Sarah Elizabeth Ball (ca. 1837)
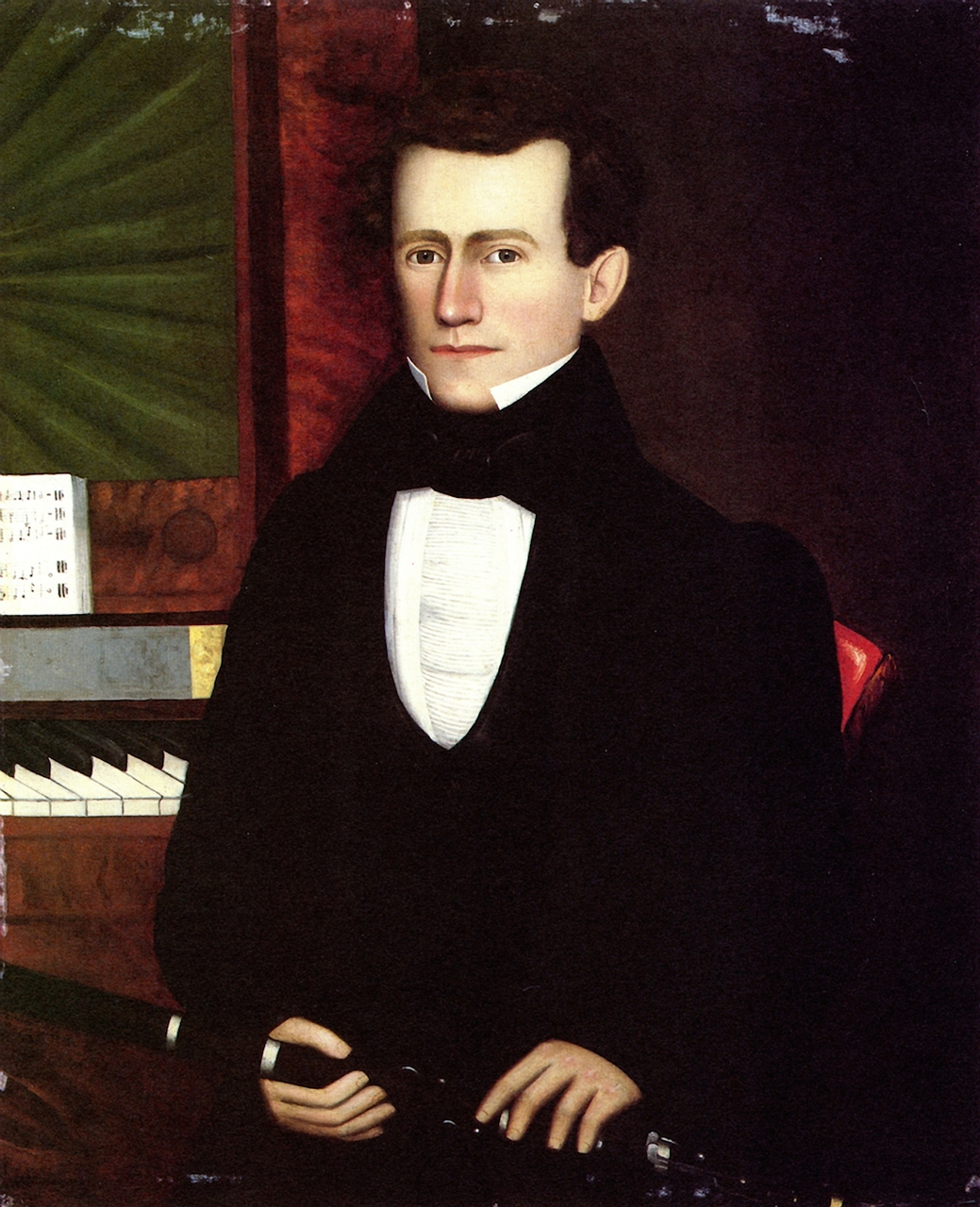
Julius Norton (ca. 1840)
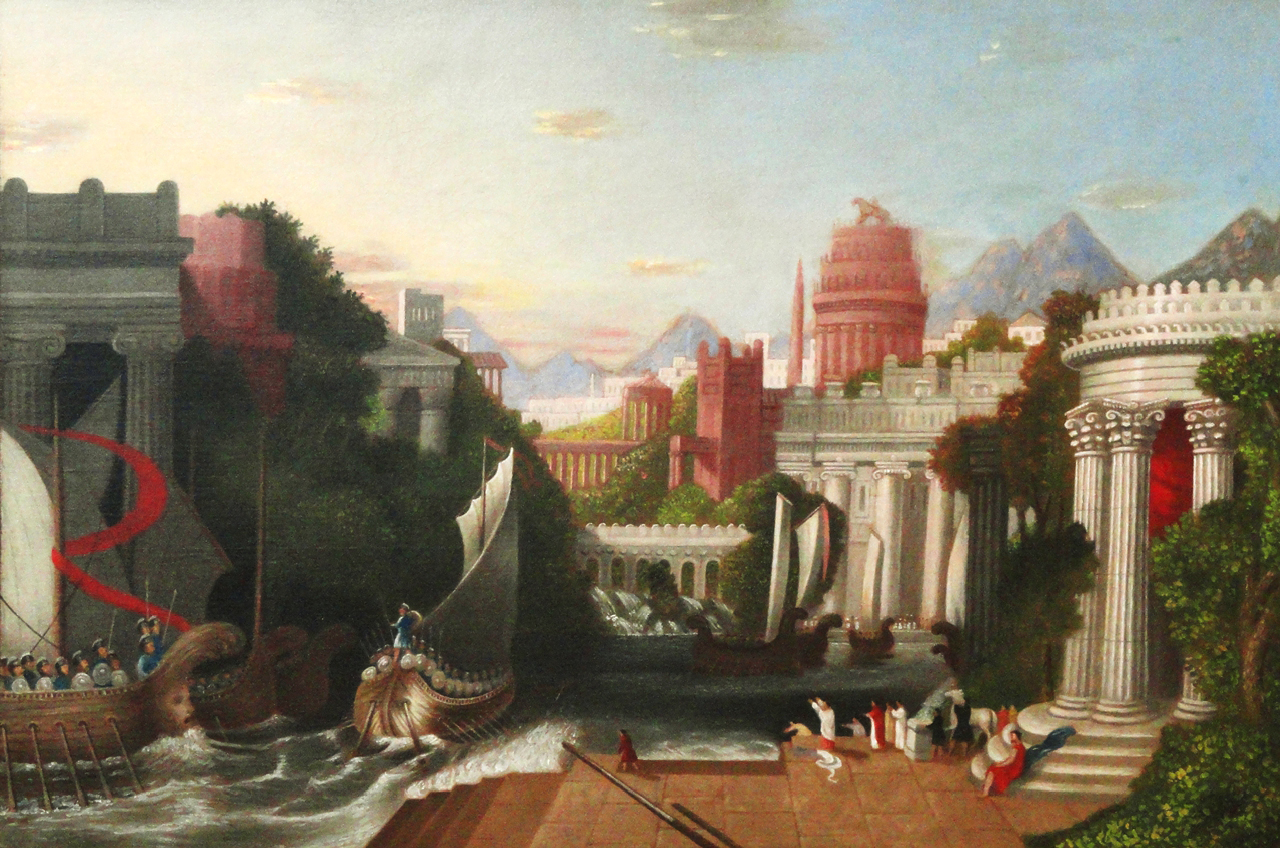
The Embarkation of Ulysses (ca. 1844)
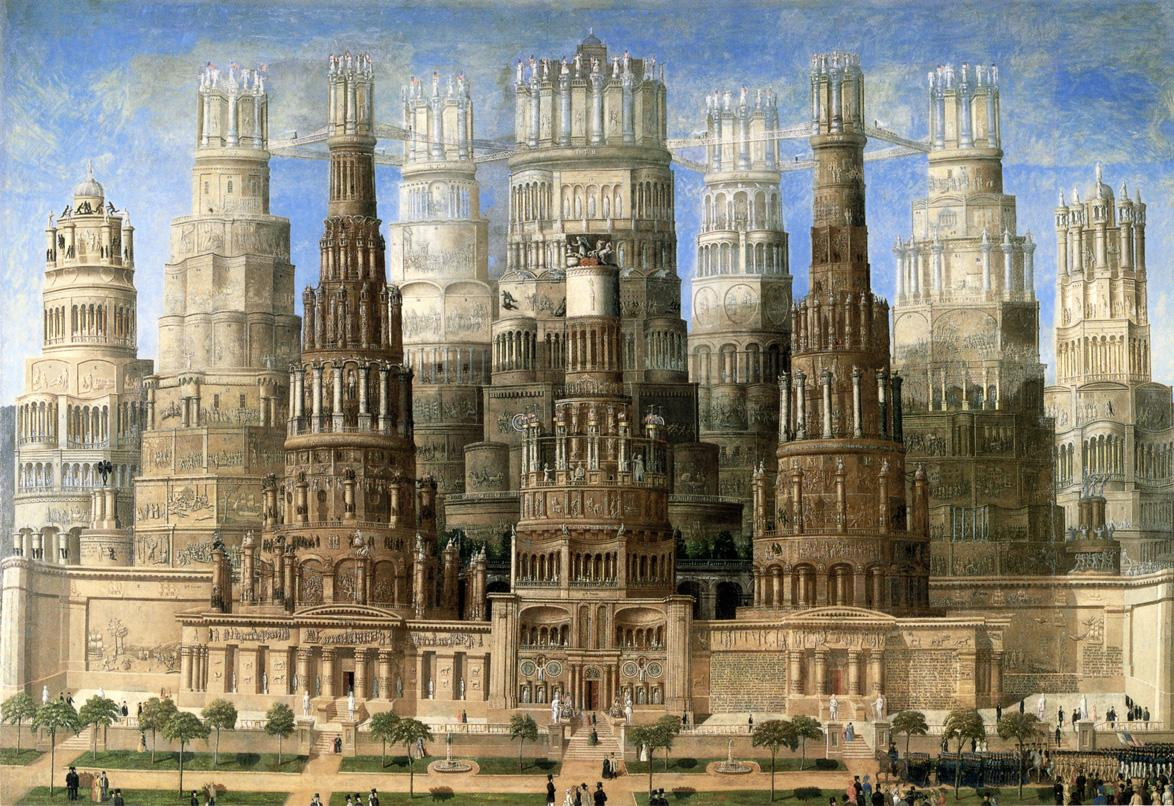
Historical Monument of the American Republic (1867-1888)
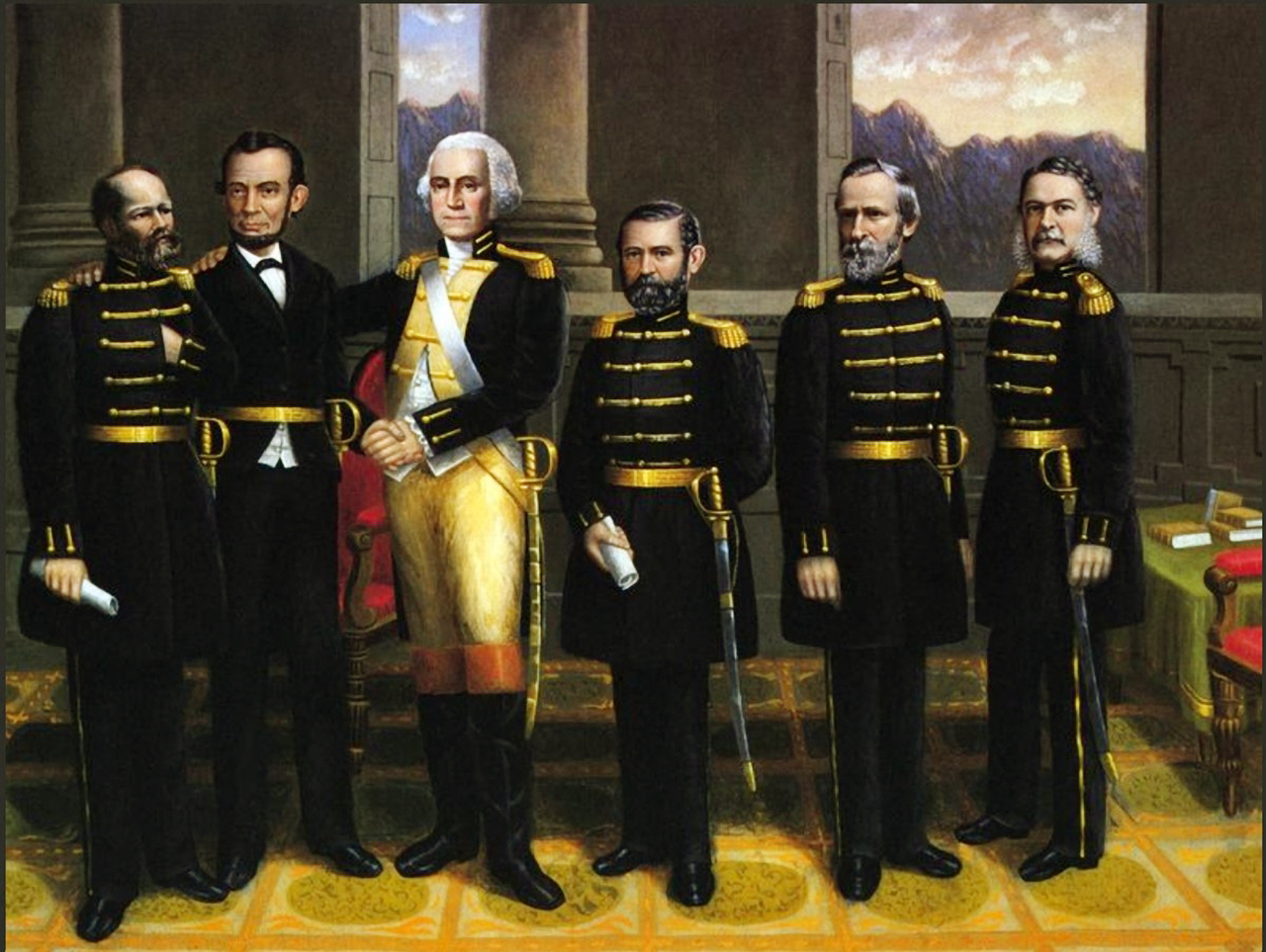
Lincoln with Washington and his Generals (1881)